# آرثر إريك هاس
آرثر إريك هاس (بالألمانية: Arthur Erich Haas)‏ (و. 1884 – 1941 م) هو فيزيائي، وأستاذ جامعي من الإمبراطورية النمساوية المجرية. ولد في برنو.
توفي في شيكاغو، عن عمر يناهز 57 عاماً.

## مناصب وهيئات
أدار جامعة فيينا، وجامعة لايبتزغ.